# San Martino del Carso
San Martino del Carso (San Martin dal Cjars in friulano, Martinščina in sloveno) è una frazione di Sagrado (GO).

## Storia
Il paese fu fondato nel XV secolo da coloni veneti, di cui rimane traccia nel frequente cognome "Visintin"; venne completamente distrutto nel corso della prima guerra mondiale nel contesto delle battaglie per la conquista del monte San Michele e poi riedificato ad una quota più bassa.

## Monumenti e luoghi d'interesse
Museo all'aperto del Monte San Michele
Propone un itinerario storico naturale; il percorso parte dalla Galleria Cannoniere della Terza Armata, presso il paese, proseguendo verso la caverna del Generale Lukachich, costeggiando la Cima 3, giungendo alla Cima 2. Il percorso prosegue verso un viale, detto Percorso dei Cippi, da cui si diparte un piccolo sentiero che porta al cimitero, colpito dall'attacco chimico il 29 giugno 1916. Dal centro di San Martino si raggiunge anche il Valloncello dell'Albero Isolato, con la lapide della famosa poesia di Ungaretti, fino al Museo della Grande Guerra.
Nei dintorni, presso via Piantella, si trova l'Area delle Battaglie, con la Trincea delle Frasche, il cippo della Brigata Sassari e quello di Filippo Corridoni.
Museo della Grande Guerra
Si trova nel paese, ed ospita una mostra permanente caratterizzata da reperti bellici. La mostra si concentra specialmente sull'attacco a gas del 29 giugno 1916.
Chiesa di San Martino Vescovo
Poiché durante la prima guerra mondiale la chiesa del paese era stata distrutta, per un breve periodo nel primo dopoguerra le funzioni religiose venivano ospitate in una abitazione privata utilizzando i paramenti della chiesa di Poggio Terza Armata. La nuova chiesuola, che possiede un solo altare, venne ricostruita nei primi anni venti in stile neoromanico.